# Struthisca halophanta
Struthisca halophanta is een vlinder van de familie van de zakjesdragers (Psychidae). De wetenschappelijke naam van deze soort is voor het eerst voorgesteld als Ctenocompa halophanta door Edward Meyrick in een publicatie uit 1921.
De soort komt voor in Zimbabwe.